# Geschminkte Jugend (1929)
Geschminkte Jugend ist ein deutsches Stummfilmdrama, das Carl Boese 1929 in eigener Produktion nach einem Drehbuch von Martin Land inszenierte. 
Es beruhte auf wahren Begebenheiten und setzte sich mit der „Steglitzer Schülertragödie“ auseinander, bei der 1927 mehrere Jugendliche Suizid begingen. Geschminkte Jugend gehört zu einer Reihe von stummen Filmen am Ende der Weimarer Republik, die sich verstärkt der Themen Adoleszenz und Jugend in der Großstadt annahmen.

## Handlung
Margot ist die siebzehnjährige Tochter der geschiedenen lebenslustigen Frau Hiller. Diese kümmert sich wenig um die Erziehung ihres Kindes. Margot kann tun und lassen, was sie will. Von ihrer Freiheit macht sie gründlich Gebrauch. Sie nutzt eine Abwesenheit der Mutter, lädt ihre Freundinnen und Freunde ein und veranstaltet in der Wohnung eine vergnügte Kneiperei. Am nächsten Tag unternehmen die jungen Leute eine Autofahrt und übernachten in einem Hotel in Rheinsberg. Nachts wird Margot von einem ihrer Freunde auf ihrem Zimmer belästigt. Sie weist ihn empört hinaus. Diese Geschichte aber hat üble Folgen und endet schließlich mit einem Schülermord. Bei der Gerichtsverhandlung erkennen die erschütterten Eltern die Tragödie einer auf sich selbst angewiesenen Jugend.

## Hintergrund
Der Film, der in Österreich auch unter dem Alternativtitel Nackte Tatsachen und in Frankreich als Jeunesse fardée gezeigt wurde, war eine Produktion der Carl Boese Film GmbH Berlin. Er entstand im Februar 1929 in den „National“-Ateliers in Berlin-Tempelhof und wurde von Karl Hasselmann fotografiert. Aufnahmeleiter war Karl Sander. Die Bauten errichtete Karl Machus. Den Verleih für Deutschland übernahm die „National“-Film Verleih- und Vertriebs-AG (Berlin).
Der Film lag der Zensurbehörde am 20. März 1929 vor und wurde unter der Nr. B 21 995 für Jugendliche verboten. Die Uraufführung fand am 17. April 1929 in Berlin-Steglitz im Titania Palast statt, die Kinomusik dirigierte Kapellmeister Hansheinrich Dransmann, der auch die Zusammenstellung besorgte.

## Rezeption
Geschminkte Jugend wurde besprochen
- von Manfred Georg in Tempo Nr. 90 vom 18. April 1929
- von Ernst Blaß im Berliner Tageblatt Nr. 185 vom 19. April 1929

Blaß hob besonders die darstellerische Leistung der noch jungen Toni van Eyck hervor: „So etwas Ernstliches, Menschenhaftes, Durchdringend Echtes, das ist eine Seltenheit, ein Sonderfall, ein Ernstfall“.
- von HaWa [d. i. Hans Wallenberg] in der BZ am Mittag Nr. 106 vom 19. April 1929
- von h.f. [d. i. Hans Feld] in Film-Kurier Nr. 93 vom 19. April 1929

Feld nahm sich besonders des heiklen Themas Zensur an: „sie passt auf, daß kein Film erscheint, der zur Gegenwart, zum Leben, Stellung nimmt“, warf er ihr vor und machte die Einstellung der Prüfer an dem nicht zugelassenen Zwischentitel „So liegt die Hauptschuld an denen, die die jungen Leute im Stich gelassen haben, an den Erziehern“ deutlich; am Schluss seiner Kritik warf er die Frage auf: „Wie lange noch Filmzensur?“.
- von Frank Maraun [d. i. Erwin Goelz] in der Deutschen Allgemeinen Zeitung Nr. 183 vom 20. April 1929

Maraun machte darauf aufmerksam, „daß Boese durch Apparatbewegung, Einstellung und Bildausschnitt neue Formen des filmischen Raumes erobert. Es ist ein Raum von eindringlicher Geschlossenheit, der die darstellerische Bewegung natürlich umfängt und aus dem mit zwingender Unmittelbarkeit menschlich erregendes Schicksal erwächst.“
1960 drehte Max Nosseck ein tönendes Remake von Geschminkte Jugend, das jedoch 1963 nur in einer gekürzten Fassung unter dem Titel Die Nacht am See für kurze Zeit in die Kinos kam, um danach im Archiv zu verschwinden. Die Originalfassung wurde erst 1988 öffentlich vorgeführt.
Auch der 2004 vollendete Spielfilm Was nützt die Liebe in Gedanken des am 13. November 1968 in München geborenen Achim von Borries griff auf Motive der „Steglitzer Schülertragödie“ von 1927 zurück.
Manuela Reichard schrieb darüber im Magazin für politische Kultur »Cicero« vom 4. Juni 2010: „Es ist nicht die erste Verfilmung dieser wahren Geschichte. 1929 ging Regisseur Carl Boese mit dem realen Stoff sehr frei um. In «Geschminkte Jugend» standen die lasterhafte Atmosphäre der zwanziger Jahre, die Verantwortungslosigkeit der Erwachsenen im Mittelpunkt; dreißig Jahre später spielte Christian Doermer in einem aktualisierten Remake von Max Nosseck einen unglücklichen, grübelnden Protagonisten, der an der Oberflächlichkeit seiner Zeit verzweifelt und – unverstanden von den Twist tanzenden Freunden und den biederen Eltern – mit seiner Tat ein Zeichen setzen will. Die Freiwillige Selbstkontrolle zog den Film damals aus dem Verkehr.“